# Tylototriton
Tylototriton là một chi động vật lưỡng cư trong họ Salamandridae, thuộc bộ Caudata. Chi này có 8 loài và 38% bị đe dọa hoặc tuyệt chủng.

## Các loại
Theo ASW:
- Tylototriton asperrimus Unterstein, 1930. photo Lưu trữ ngày 29 tháng 9 năm 2007 tại Wayback Machine
- Tylototriton broadoridgus[3] Shen, Jiang & Mo, 2012
- Tylototriton hainanensis Fei, Ye y Yang, 1984: Cá cóc bướu Hải Nam
- Tylototriton kweichowensis Fang y Chang, 1932. photo Lưu trữ ngày 29 tháng 9 năm 2007 tại Wayback Machine
- Tylototriton lizhenchangi[4] Hou, Zhang, Jiang, Li & Lu, 2012
- Tylototriton notialis Stuart, Phimmachak, Sivongxay & Robichad, 2010
- Tylototriton pseudoverrucosus[4] Hou, Gu, Zhang, Zeng, Li & Lu, 2012
- Tylototriton shanjing Nussbaum, Brodie y Yang, 1995. photo Lưu trữ ngày 30 tháng 6 năm 2007 tại Wayback Machine
- Tylototriton taliangensis Liu, 1950. photo Lưu trữ ngày 15 tháng 8 năm 2012 tại Wayback Machine
- Tylototriton verrucosus Anderson, 1871.
- Tylototriton vietnamensis Böhme, Schöttler, Nguyen & Köhler, 2005: Cá cóc Việt Nam
- Tylototriton wenxianensis Fei, Ye y Yang, 1984. photo Lưu trữ ngày 29 tháng 9 năm 2007 tại Wayback Machine
- Tylototriton yangi[4] Hou, Zhang, Zhou, Li & Lu, 2012
- Tylototriton ziegleri[5] Nishikawa, Matsui & Nguyen, 2013: Cá cóc Ziegle

Loài mới phát hiện:
- Tylototriton anguliceps Le, Nguyen, Nishikawa, Nguyen, Pham, Matsui, Bernardes & Nguyen, 2015: Cá cóc gờ sọ mảnh[6]

## Hình ảnh

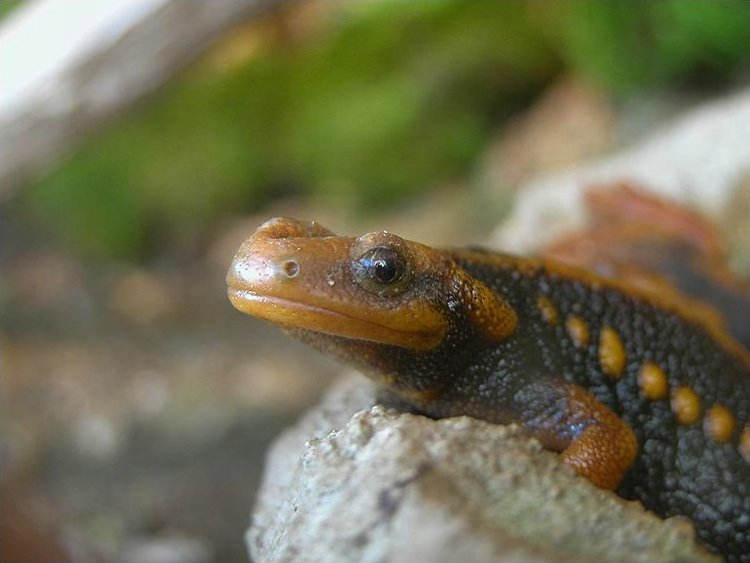
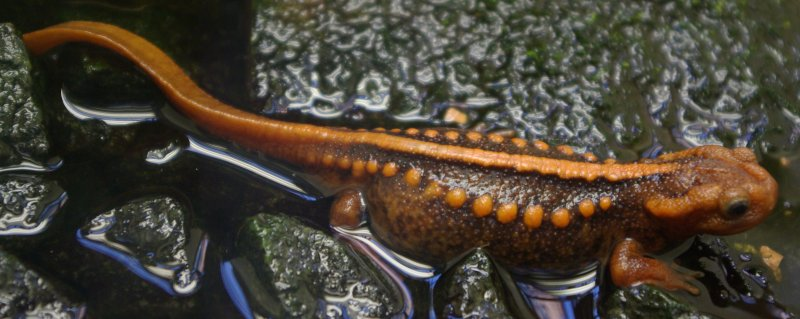
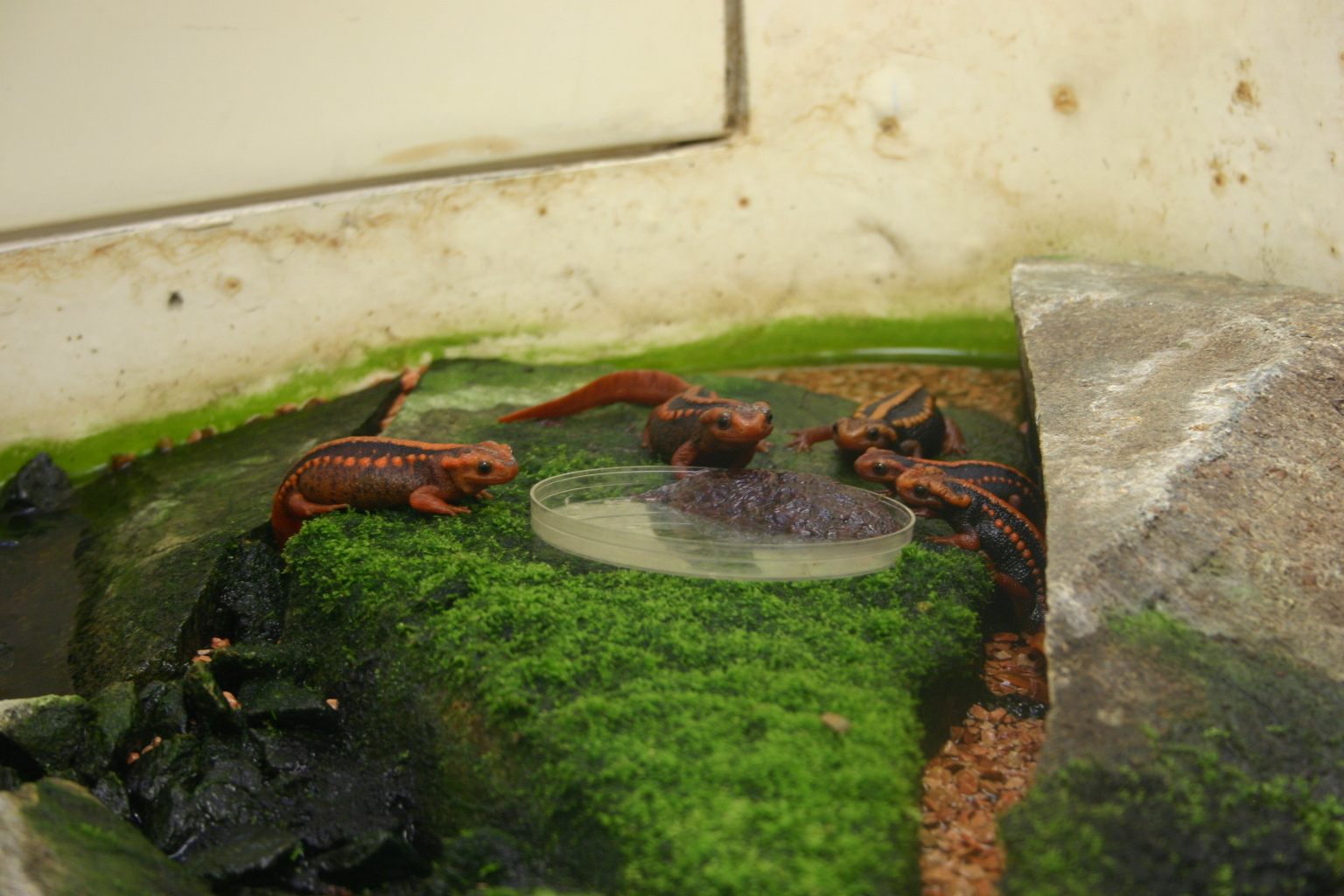
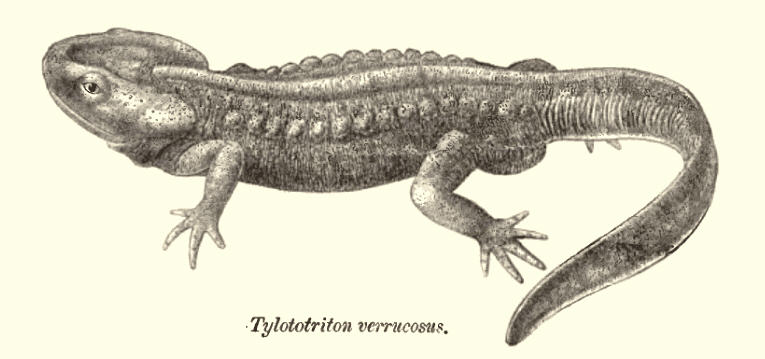